# Twanisha Terry
Twanisha Terry (Miami, 24 januari 1999) is een Amerikaanse atlete, die gespecialiseerd is in de sprintafstanden. Haar voornaamste successen behaalde zij op de 4 × 100 m estafette. Zij nam eenmaal deel aan de Olympische Spelen en veroverde bij die gelegenheid een gouden medaille. 

## Loopbaan

### Zilver op WK U20
Terry was studente aan de University of Southern California, toen zij zich als negentienjarige in 2018 voor het eerst in de schijnwerpers sprintte. Bij de 'Mount SAC Relays' in Walnut kwam zij op de 100 m tot een tijd van 10,99 s. Daarmee plaatste zij zich bij beste sprintsters ooit, jonger dan twintig jaar, op een gedeelde vierde plaats. Later dat jaar veroverde zij bij de Amerikaanse jeugdkampioenschappen het zilver, evenals bij de wereldkampioenschappen U20 in Tampere. Daar bleef de Jamaicaanse Briana Williams haar net voor (tijden: 11,16 s om 11,19 s). In 2019 veroverde zij haar enige NCAA-titel op de 60 m. Daar kwamen later dat jaar en in 2021 nog twee NCAA-titels bij op de 4 × 100 m estafette.

### WK-goud in 2022 en 2023
Op de WK van 2022 in Eugene veroverde Terry haar eerste grote titel. Samen met Melissa Jefferson, Abby Steiner en Jenna Prandini won zij daar op de 4 × 100 m estafette de gouden medaille in de beste jaartijd van 41,14 s. Een jaar later slaagde zij er op de WK in Boedapest in om die titel te prolongeren. Ditmaal was zij hierbij in gezelschap van Tamari Davis, Gabrielle Thomas en Sha'Carri Richardson. Dit Amerikaanse viertal kwam tot een tijd van 41,03, een kampioenschapsrecord.

### Olympisch estafettekampioene
Op de Olympische Spelen van Parijs in 2024 bereikte Terry vervolgens het hoogst haalbare door voor de Verenigde Staten ook hier op de 4 × 100 m estafette naar het goud te snellen in vrijwel dezelfde samenstelling als een jaar eerder op de WK in Boedapest. Alleen Melissa Jefferson, die toen in de series in actie was gekomen, had nu de plaats ingenomen van Tamari Davis. Terry nam ook deel aan de individuele 100 meter, waarop ze de finale bereikte met een vijfde plaats als resultaat.
Terugkijkend op de drie in 2022, 2023 en 2024 veroverde titels op de 4 × 100 m estafette kan worden vastgesteld, dat van alle hierbij betrokken Amerikaanse sprintsters alleen Twanisha Terry alle finaleraces heeft gelopen.

## Titels
- Olympisch kampioene 4 × 100 m - 2024
- Wereldkampioene 4 × 100 m - 2022, 2023
- NACAC U23-kampioene 4 × 100 m - 2019
- NCAA-kampioene 4 × 100 m - 2019, 2021
- NCAA-indoorkampioene 60 m - 2019

## Persoonlijke records
Outdoor
| Onderdeel | Prestatie          | Datum        | Plaats  |
| --------- | ------------------ | ------------ | ------- |
| 100 m     | 10,82 s (+0,6 m/s) | 30 juli 2022 | Memphis |
| 200 m     | 22,17 s (-0,4 m/s) | 9 juli 2023  | Eugene  |

Indoor
| Onderdeel | Prestatie | Datum         | Plaats       |
| --------- | --------- | ------------- | ------------ |
| 60 m      | 7,09 s    | 12 maart 2021 | Fayetteville |
| 200 m     | 22,75 s   | 13 maart 2021 | Fayetteville |

## Palmares

### 60 m
- 2019:  NCAA-indoorkamp. – 7,14 s

### 100 m
- 2018: NCAA-kamp. – 11,39 s (-0,7 m/s)
- 2018:  WK U20 in Tampere – 11,19 s (+0,0 m/s) (in ½ fin. 11,03 s)
- 2019: NCAA-kamp. – 10,98 s (+1,6 m/s)
- 2019: 5e Amerikaanse kamp. – 11,32 s (-1,7 m/s)
- 2019:  NACAC U23 kamp. in Queretaro – 11,08 s (+3,3 m/s)
- 2019: 4e Pan-Amerikaanse Spelen - 11,37 s (-0,6 m/s)
- 2021:  NCAA-kamp. – 10,79 s (+2,2 m/s)
- 2022: 3e in ½ fin. WK – 11,04 s (-0,2 m/s)
- 2023: 6e Amerikaanse kamp. – 11,05 s (+0,7 m/s)
- 2024:  Amerikaanse kamp. – 10,89 s (+0,8 m/s)
- 2024: 5e OS – 10,97 s (-0,1 m/s)

### 200 m
- 2021: 5e NCAA-kamp. – 22,69 s (+0,2 m/s)
- 2023: 5e Amerikaanse kamp. – 22,17 s (-048 m/s)

### 4 × 100 m
- 2018:  NCAA-kamp. – 43,11 s
- 2019:  NCAA-kamp. – 42,21 s
- 2019:  NACAC U23 kamp. – 42,97 s
- 2019:  Pan-Amerikaanse Spelen – 43,39 s
- 2021:  NCAA-kamp. – 42,82 s
- 2022:  WK – 41,14 s
- 2023:  WK – 41,03 s
- 2024:  OS – 41,78 s

1928: Rosenfeld, Smith, Bell, Cook ·
1932: Carew, Furtsch, Rogers, Von Bremen ·
1936: Bland, Rogers, Robinson, Stephens ·
1948: Stad-de Jong, Witziers-Timmer, van der Kade-Koudijs, Blankers-Koen ·
1952: Faggs, Jones, Moreau, Hardy ·
1956: Strickland, Croker, Mellor, Cuthbert ·
1960: Hudson, Williams, Jones, Rudolph ·
1964: Ciepły, Kirszenstein, Górecka, Kłobukowska ·
1968: Ferrell, Bailes, Netter, Tyus ·
1972: Krause, Mickler-Becker, Richter, Rosendahl ·
1976: Oelsner, Stecher, Bodendorf, Eckert ·
1980: Müller, Wöckel, Auerswald, Göhr ·
1984: Brown, Bolden, Cheeseborough, Ashford ·
1988: Brown, Echols, Griffith-Joyner, Ashford ·
1992: Ashford, Jones, Guidry, Torrence ·
1996: Devers, Miller, Gaines, Torrence ·
2000: Fynes, Sturrup, Davis, Ferguson ·
2004: Lawrence, Simpson, Bailey, Campbell ·
2008: Borlée, Mariën, Ouédraogo, Gevaert ·
2012: Madison, Felix, Knight, Jeter ·
2016: Madison, Felix, Gardner, Bowie ·
2020: Williams, Thompson-Herah, Fraser-Pryce, Jackson ·
2024: Jefferson, Terry, Thomas, Richardson
1983 Gladisch, Koch, Auerswald, Göhr · 
1987 Brown, Williams, Griffith-Joyner, Marshall · 
1991 Duhaney, Cuthbert, McDonald, Ottey · 
1993 Bogoslovskaja, Maltsjoegina, Voronova, Privalova · 
1995 Mondie-Milner, Guidry-White, Gaines, Torrence · 
1997 Gaines, Jones, Miller, Devers · 
1999 Fynes, Sturrup, Davis-Thompson, Ferguson · 
2001 Paschke, G. Rockmeier, B. Rockmeier, Wagner · 
2003 Girard, Hurtis-Houairi, Félix, Arron · 
2005 Daigle, Lee, Barber, Williams · 
2007 Williams, Felix, Barber, Edwards · 
2009 Facey, Fraser, Bailey, Stewart · 
2011 Knight, Felix, Myers, Jeter · 
2013 Russell, Stewart, Calvert, Fraser-Pryce · 
2015 Campbell-Brown, Morrison, Thompson, Fraser-Pryce · 
2017 Brown, Felix, Akinosun, Bowie · 
2019 Whyte, Fraser-Pryce, Smith, Jackson · 
2022 Jefferson, Steiner, Prandini, Terry · 
2023 Davis, Terry, Thomas, Richardson